# Географічний центр Полтавщини (заказник)
Географі́чний центр Полта́вщини — ландшафтний заказник місцевого значення в Україні. Розташований у межах Великобагачанського району Полтавської області, між селами Красногорівка, Бірки, Стінки, Балаклія та Герусівка.
Площа 1274,7 га. Статус надано згідно з рішенням облради від 23.06.2010 року. Перебуває у віданні: Білоцерківська с/р — 192,3 га, Бірківська с/р — 377,4 га, Балакліївська с/р — 345,9 га, ВАТ «Балакліївське» — 285,5 га, ДП «Миргородське лісове господарство» — 31,7 га, ТОВ «Білагро» — 41,9 га.
Заказник створено з метою охорони водно-болотних комплексів заплави і мальовничих прибережних крутосхилів річки Псел.

## Галерея

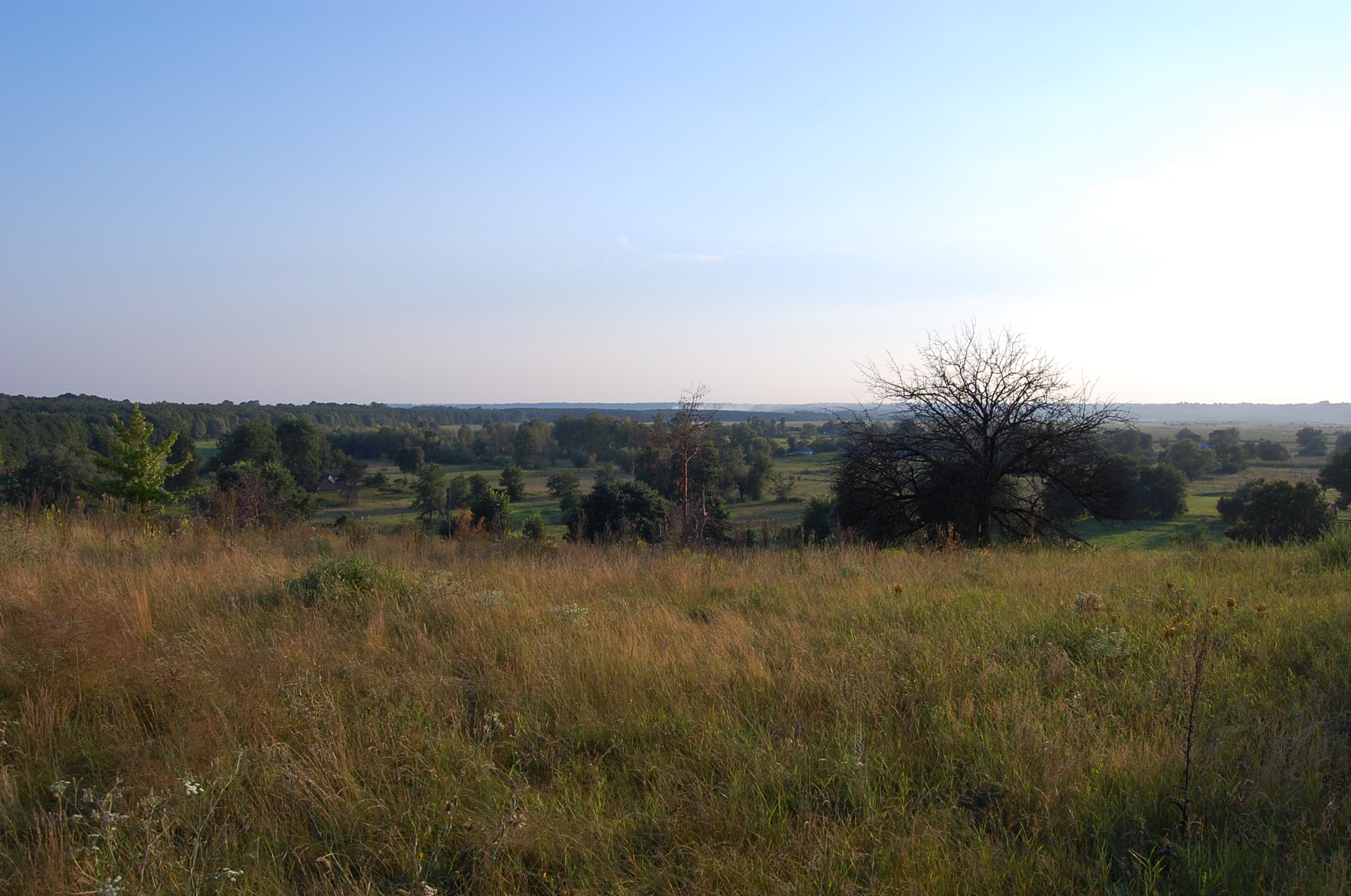
Географічний центр Полтавщини
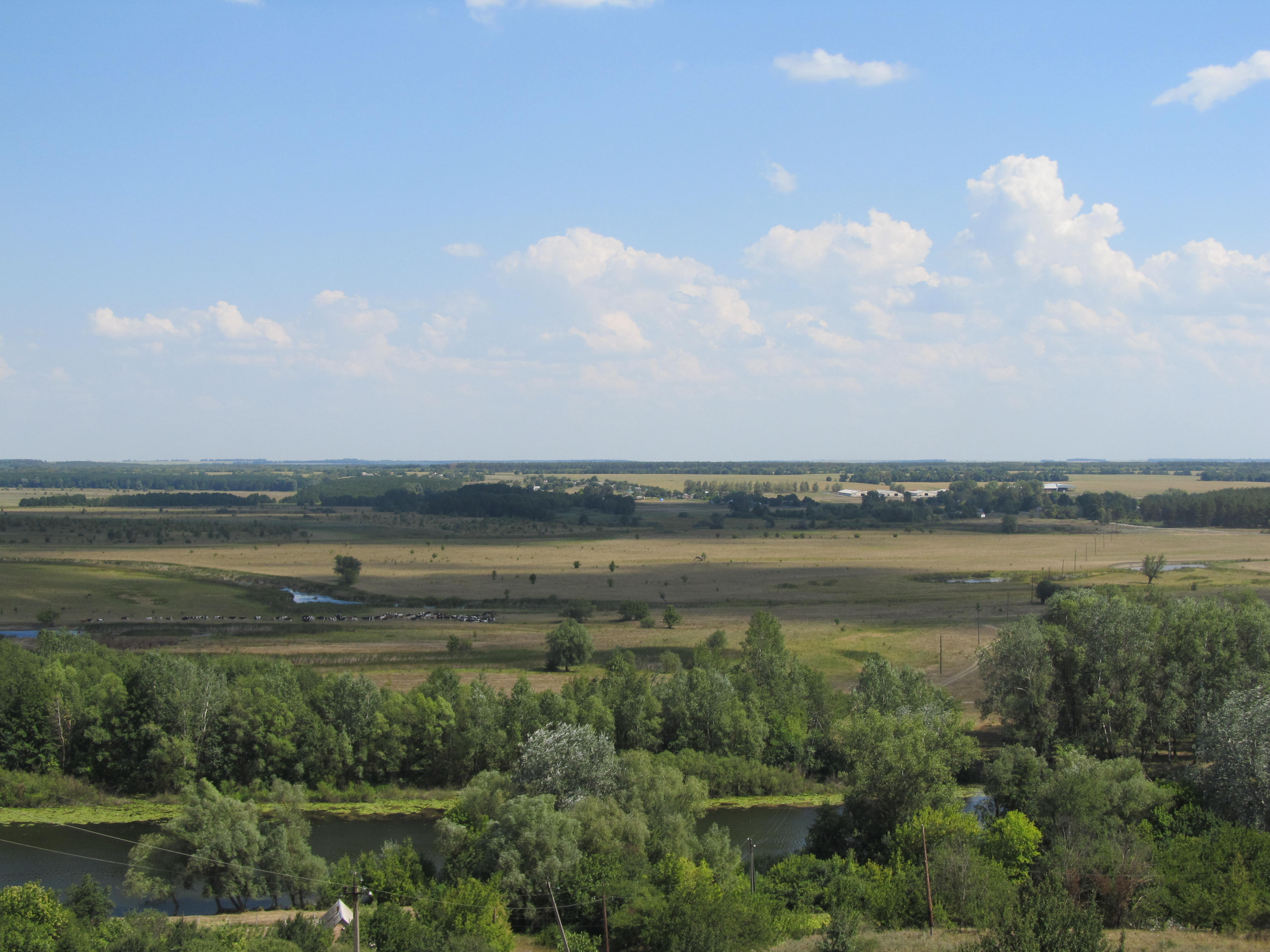
Луки
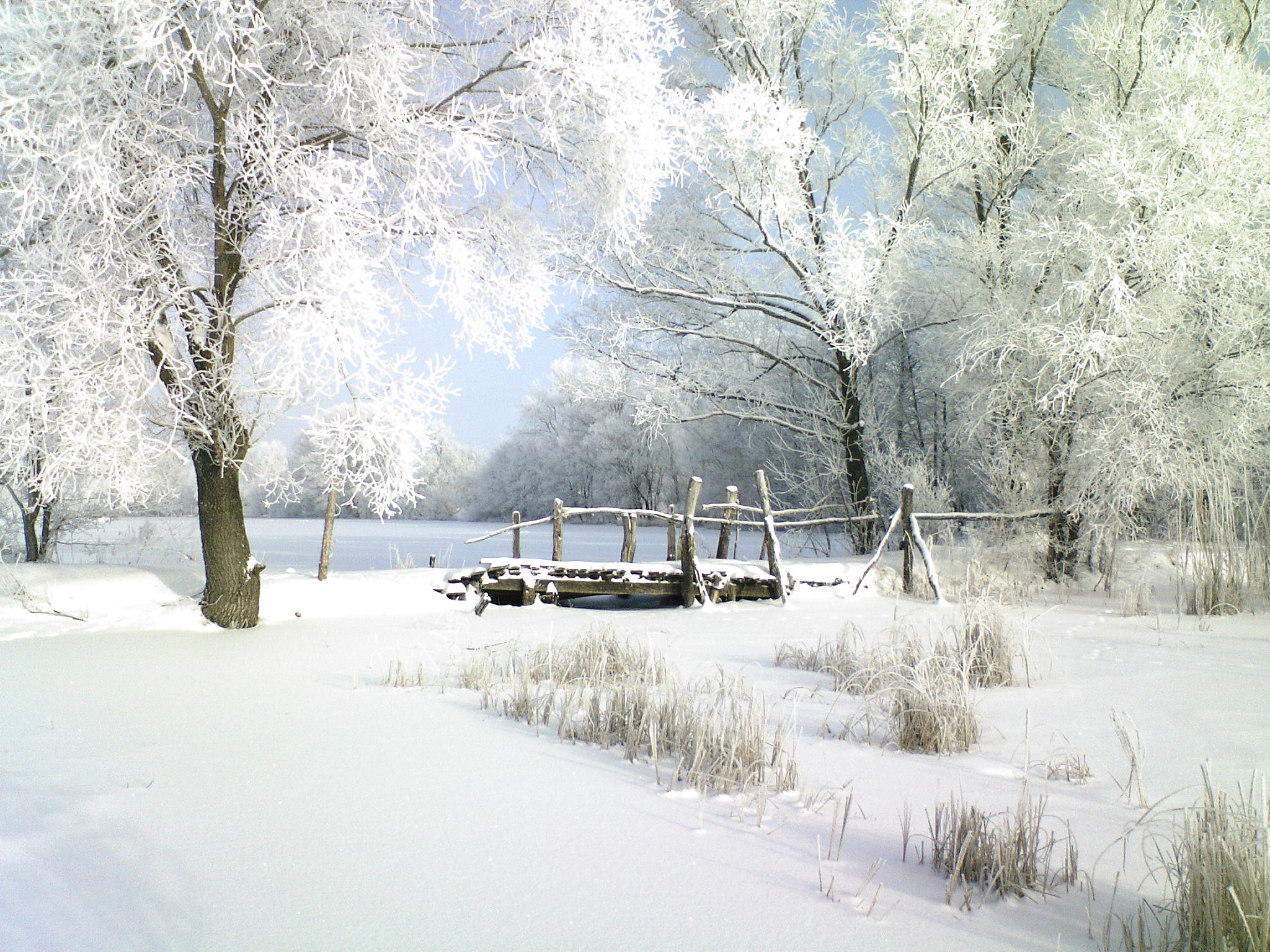
Місток через озеро біля села Бірки
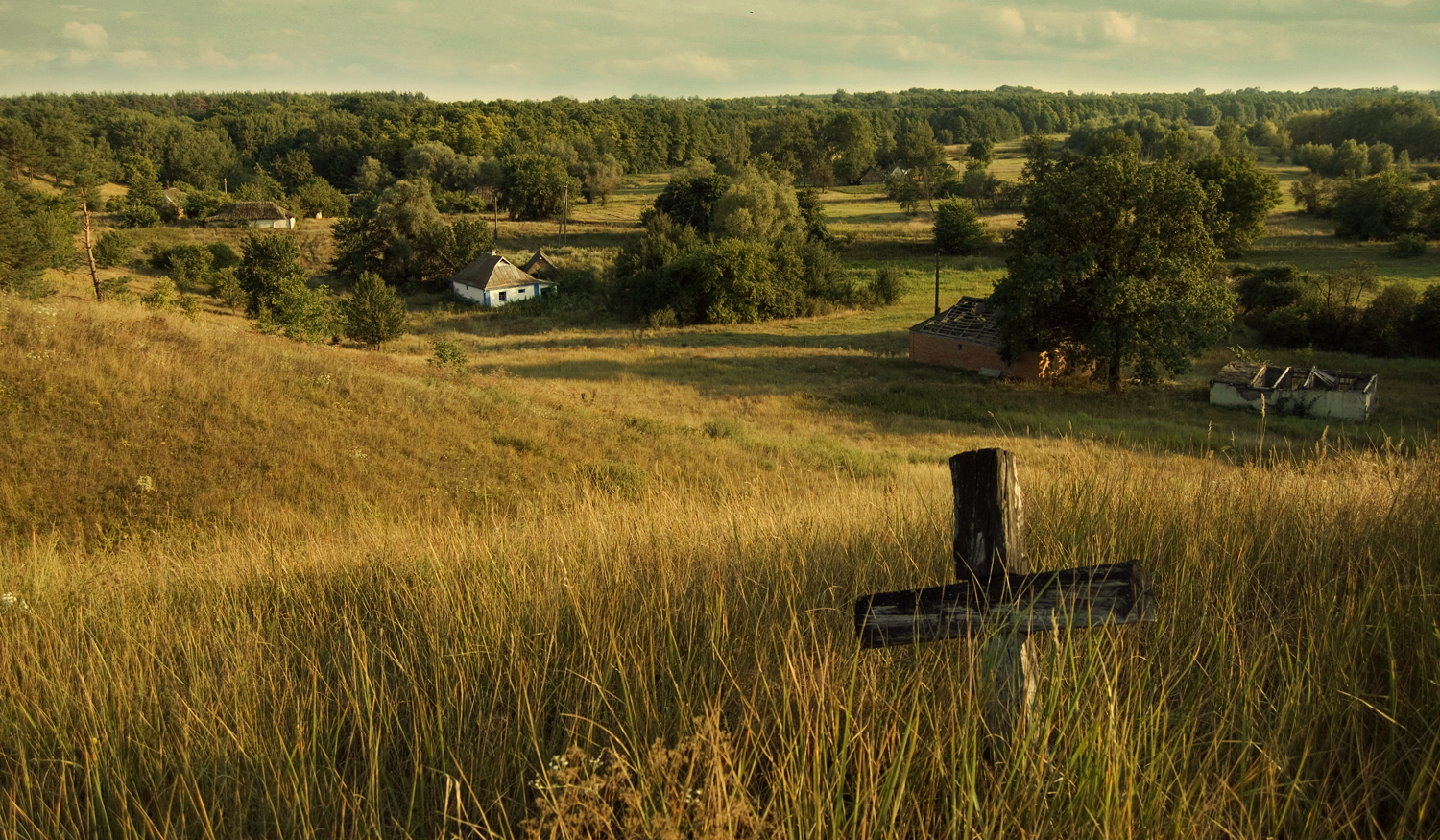
Село Стінки
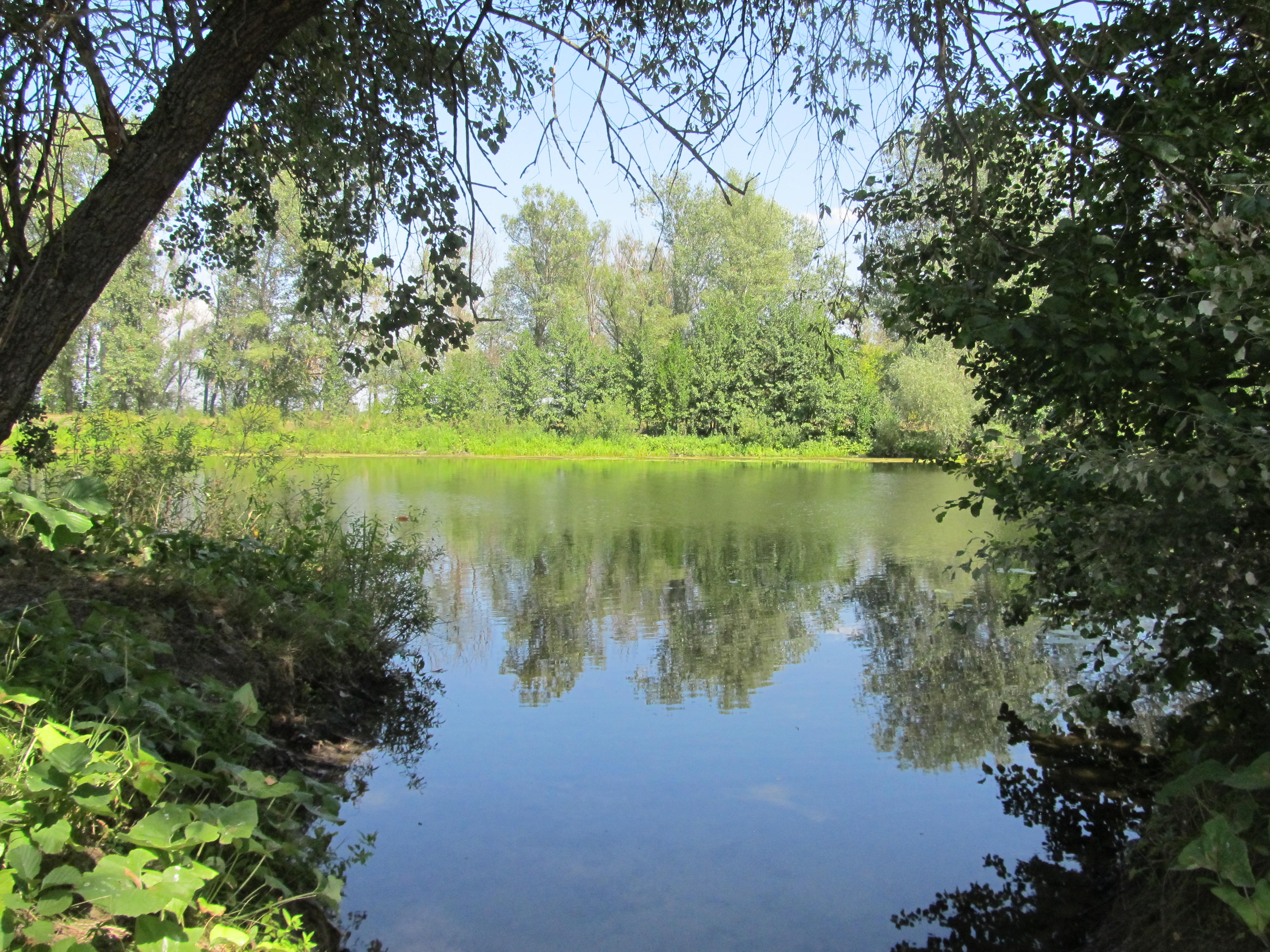
Річка Псел